# 月眉山 (花蓮縣)
月眉山，又稱米棧山，位於台灣花蓮縣壽豐鄉月眉村、米棧村、鹽寮村三村交界處，峰頂海拔614公尺，為台灣小百岳之一。該山居海岸山脈主稜線上，為花蓮溪與水璉溪的分水嶺。峰頂立有一等三角點，設有步道及木椅可供遊客休息，但視野不佳。該山也是一等衛星控制點。

## 外部連結
- 中華民國健行登山會 （页面存档备份，存于）
- 自然步道 - 月眉山步道 - 山林悠遊網 （页面存档备份，存于）
- 月眉山步道 花蓮趣 （页面存档备份，存于）